# Почесні громадяни Львова

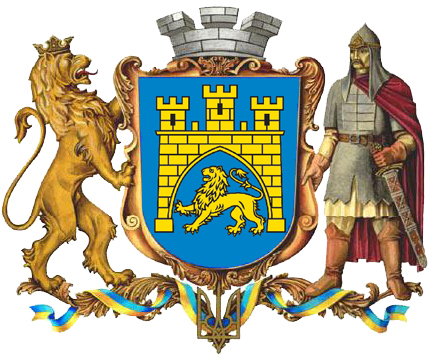
Великий герб Львова

Традиція надавання звання почесного громадянина сягає у Львові початку ХІХ ст. Через збройні заворушення 1848 року не збереглася перша пам'ятна книга з цього періоду, тому одним із головних джерел, звідки можна почерпнути інформацію є тогочасна львівська преса. Першими, хто отримав звання почесних громадян Львова, були особи пов'язанні з Львівським університетом. Здебільшого це були австрійці і поляки. В другій половині ХІХ ст. більшість становили поляки, а серед них одна особа єврейського походження (Байзер). В період ІІ Речі Посполитої відзначено також президента США Герберта Гувера. За радянської влади така форма відзначення збереглася і можна припустити, що більшість відзначених походили з військових та партійних кіл. В незалежній Україні звання почесного громадянина Львова присуджують щорічно.

## Почесні громадяни

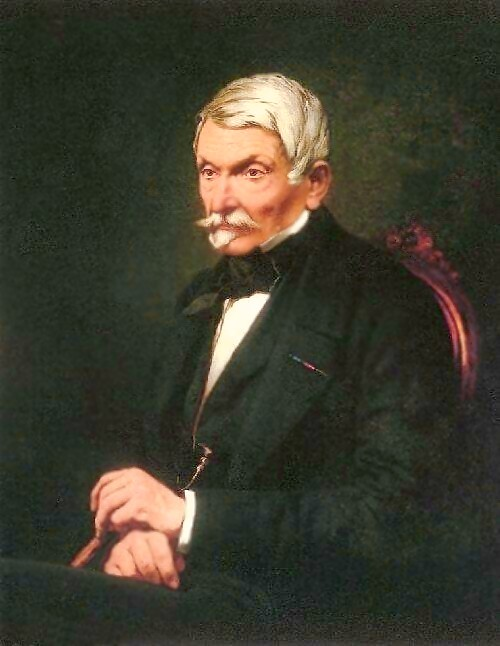
Александер Фредро

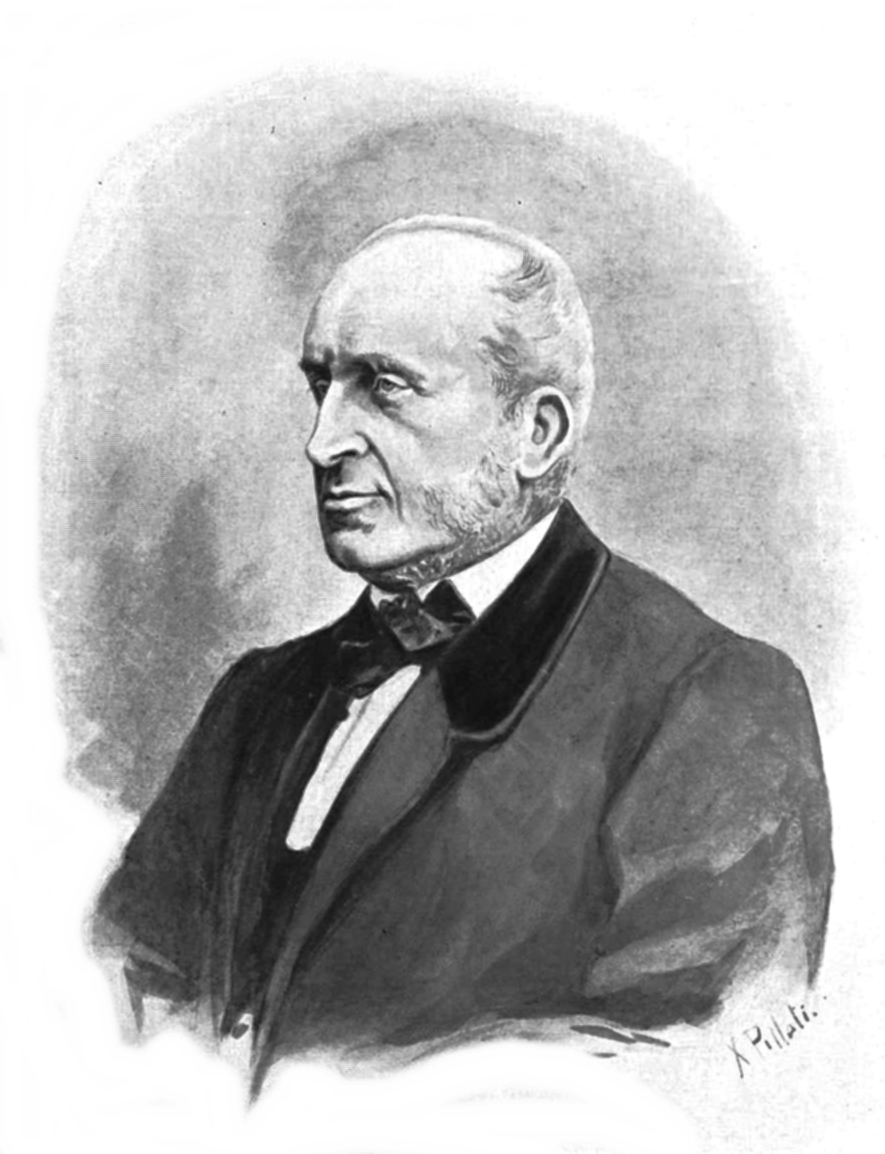
Агенор Голуховський

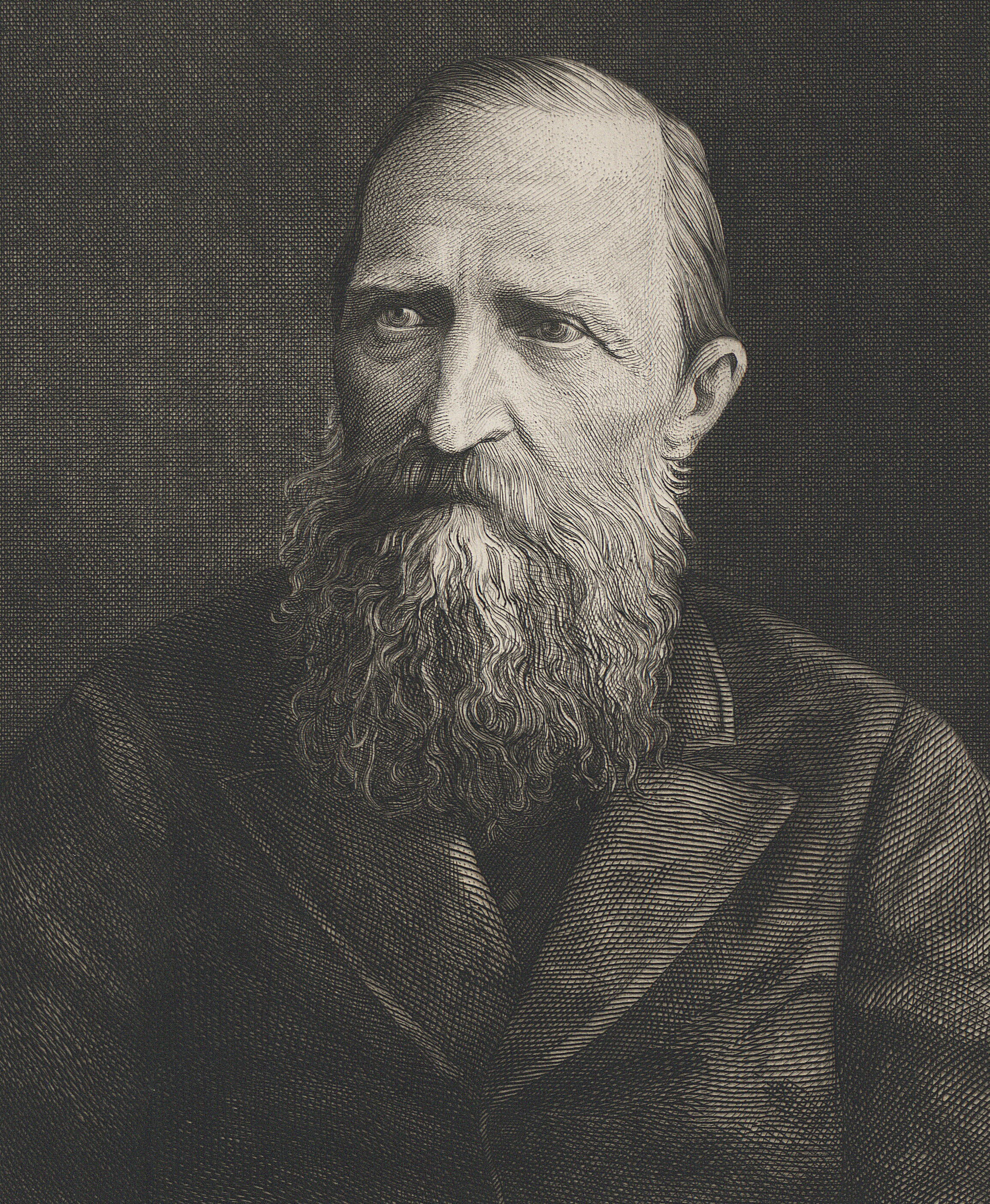
Юзеф Ігнацій Крашевський

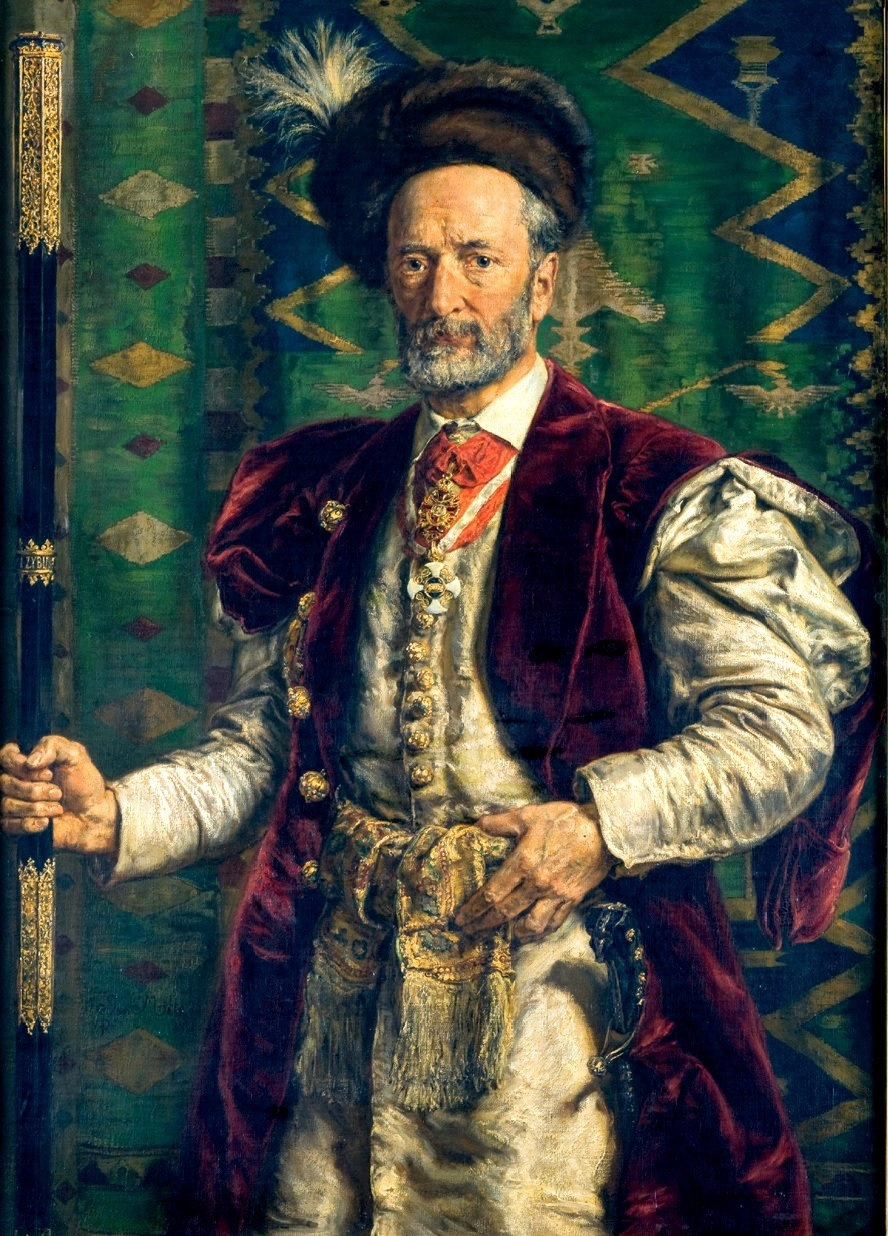
Миколай Зиблікевич

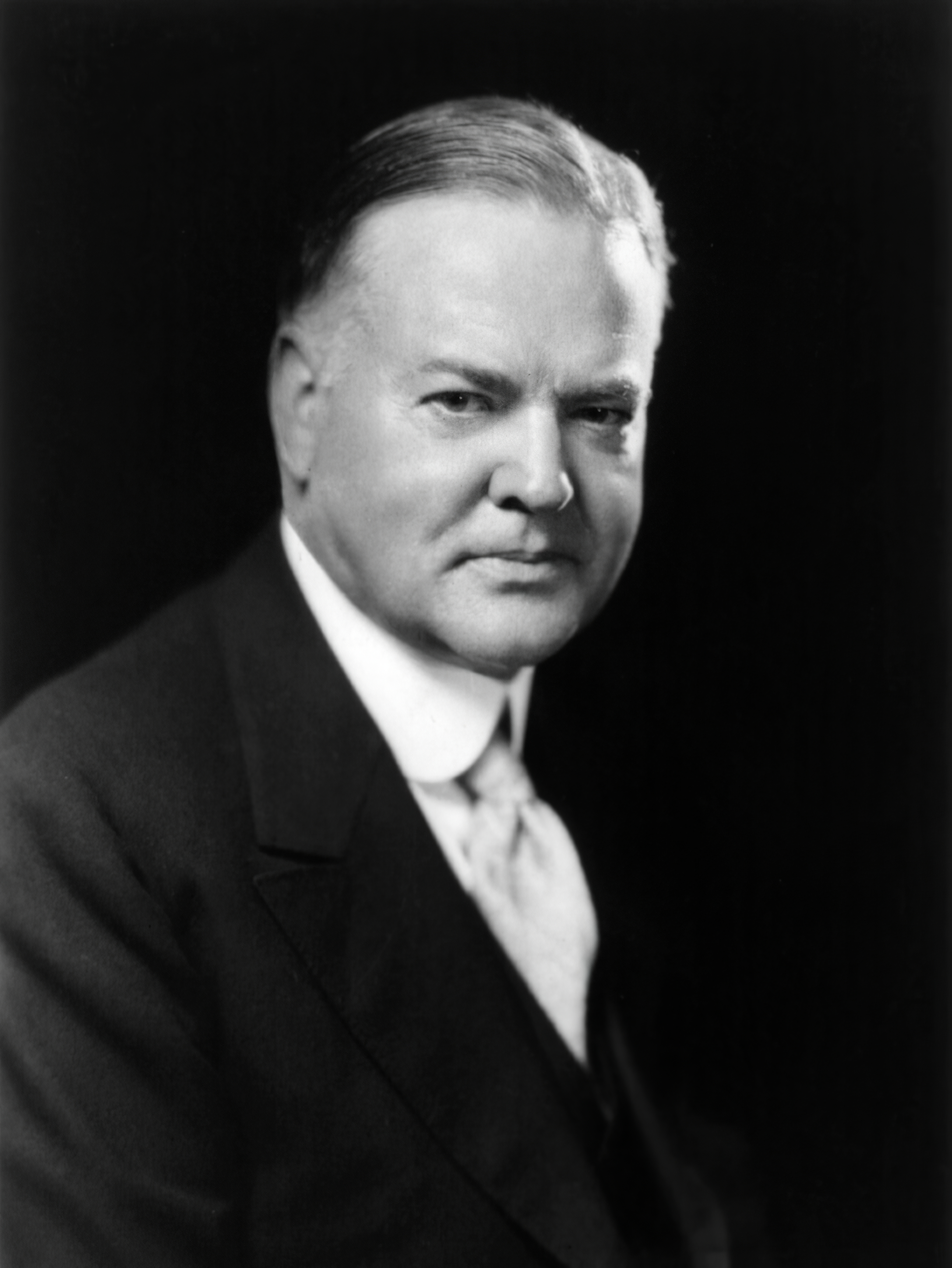
Герберт Гувер

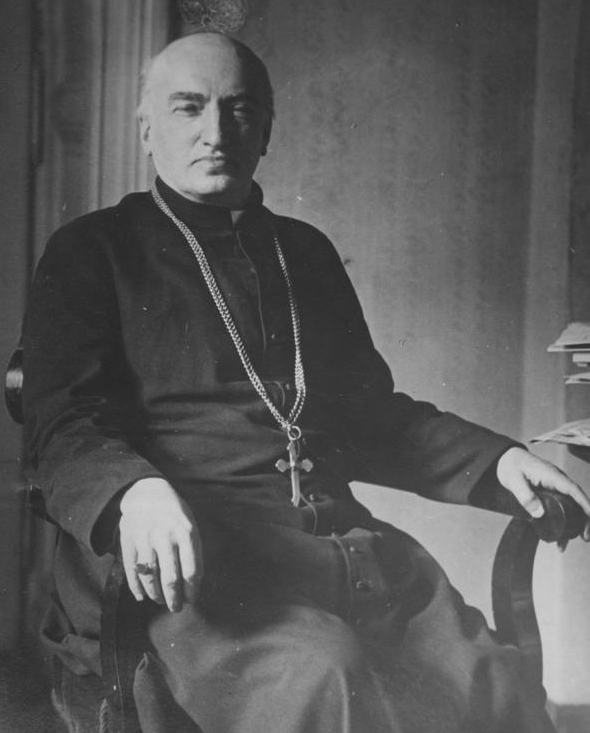
Йосиф Теофіл Теодорович

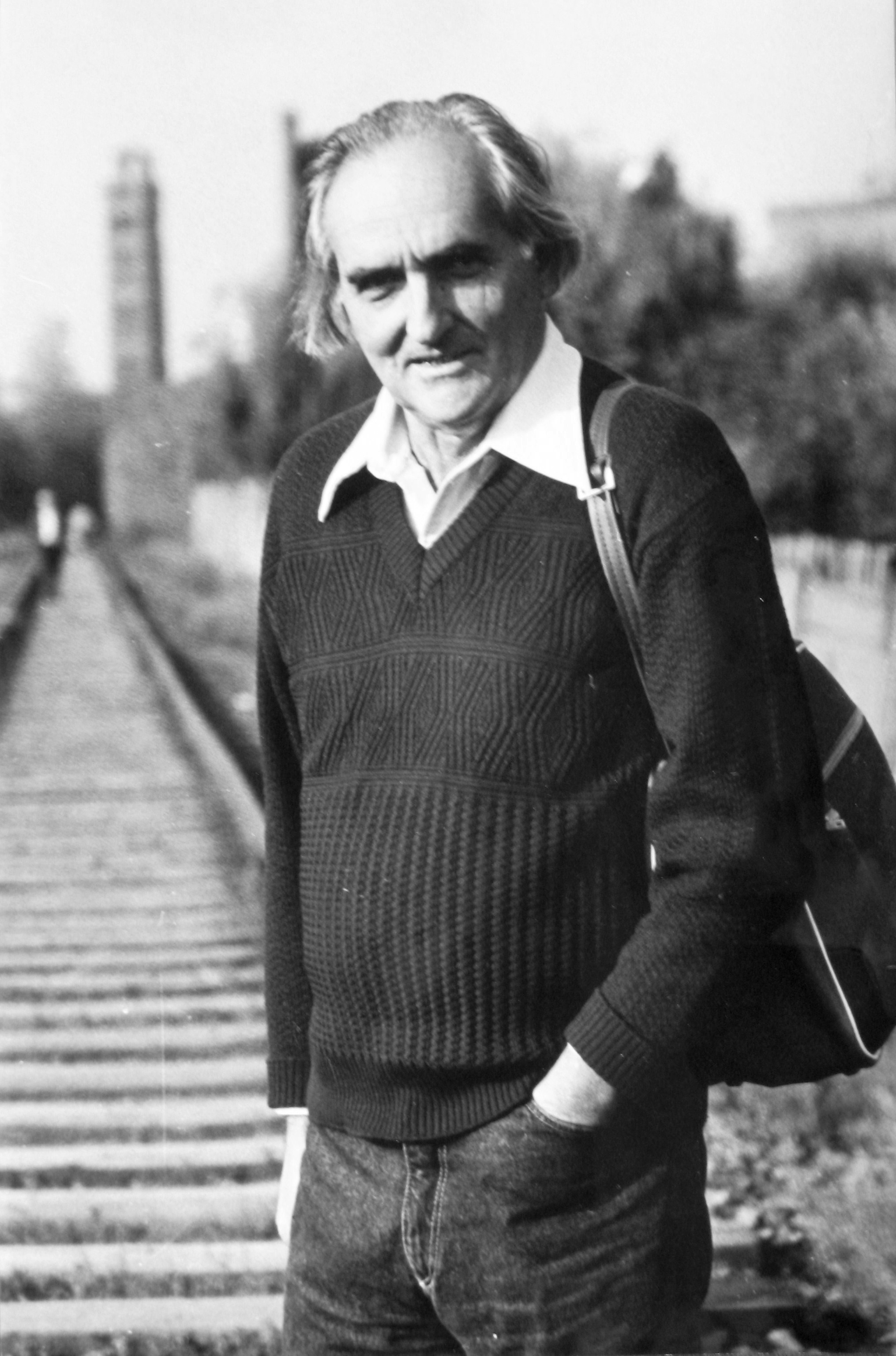
Ярослав Дашкевич

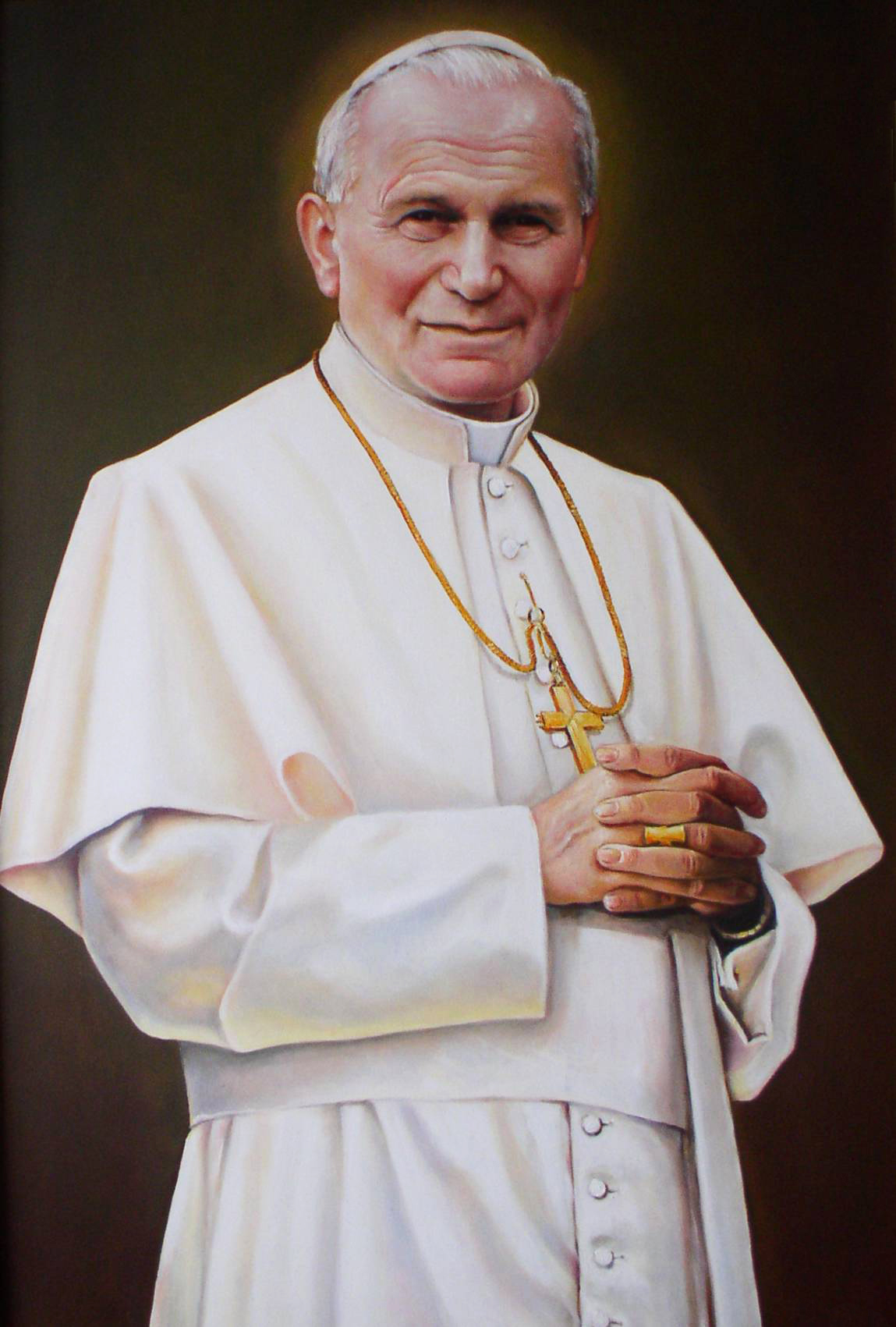
Іван Павло II

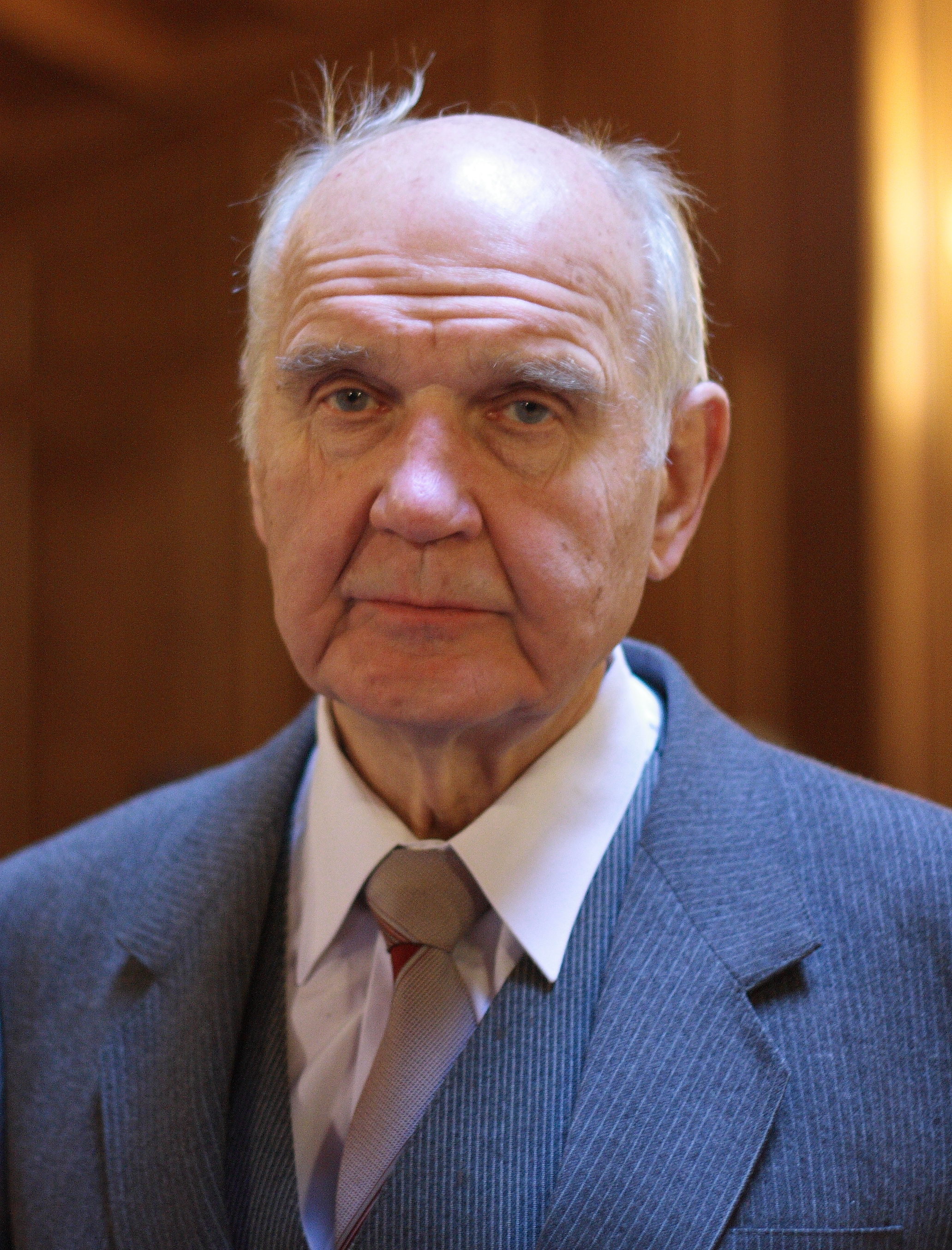
Ігор Юхновський

1. Вацлав Ганн — австрійський поет, літератор, професор філології та естетики Львівського університету, його ректор (грудень 1811)
2. Юзеф Шлікк — вчитель (16 серпня 1814)
3. Фридерик Генніґ — міський лікар (6 липня 1816)
4. Йозеф Россі — віденський публіцист (перед 1820)
5. Микола Нападієвич — український правник, декан і ректор Львівського університету (1823)[1]
6. Йозеф Вінівартер — австрійський правник, декан і ректор Львівського університету (31 липня 1827)[2]
7. Йозеф Беррес — австрійський лікар, анатом, професор, керівник кафедри анатомії Львівського університету (листопад 1831)[3]Александер Фредро
8. Йоганн Каспари — міський лікар, доктор медицини (листопад 1831)
9. Ян Непомуцен Гоффманн — римо-католицький священик, доктор права, ректор Яґеллонського і Львівського університетів (бл. 1831)
10. Франц Мазох — австрійський лікар, хірург, професор і ректор Львівського університету (30 травня 1838)[4]
11. Йозеф Башни — композитор (грудень 1838)
12. Александер Фредро — граф, польський комедіограф, мемуарист, поет. Дід Андрея Шептицького (листопад 1839)[5]
13. Франц Кріг фон Гохфельден — губернатор Галичини (15 травня 1842)[6]
14. Себастіян Шісслер — австрійський письменник і військовик (бл. 1843)
15. Франтішек Піштек — львівський латинський архієпископ (13 квітня 1845)[7]
16. Людвіг фон Бенедек — військовий діяч Австрійської імперії (6 квітня 1846)[8]
17. Казімір Мільбахер — австрійський окружний староста (6 квітня 1846)[8]Агенор Голуховський
18. Адам Речеї — угорський політик, генерал, прем'єр-міністр Угорщини (6 квітня 1846)[8]
19. Леопольд Захер-Мазох — директор львівської поліції в 1832—1848 роках. Батько письменника Леопольда фон Захер-Мазоха (6 квітня 1846)[8]
20. Леопольд Лажанський — чеський політик, губернатор Моравії (22 липня 1847)[9].
21. Аґенор Ґолуховський — міністр внутрішніх справ, намісник цісаря в Галичині (1 серпня 1850)
22. Карл Гьопфлінґен фон Берґендорф — бургомістр Львова (13 березня 1851)
23. Максиміліян Карл Ламораль О'Доннелл — австрійський генерал (15 червня 1853)
24. Йозеф Еттенрайх — віденський м'ясник (15 червня 1853)
25. Йозеф Калхеґґер фон Калхберґ — австрійський політик, генерал-губернатор Королівства Галичини та Володимирії (14 лютого 1856)
26. Лукаш Баранецький — львівський латинський архієпископ (20 жовтня 1856)
27. Леон Людвік Сапега — польський, галицький громадсько-політичний діяч, перший маршалок Галицького сейму (20 травня 1857)
28. Адольф Теодор Гаасе — протестантський пастор (9 вересня 1858)
29. Францішек Смолька — польський політик, правник, президент австрійської Державної ради (11 липня 1861)
30. Франц Крьобль — бургомістр Львова (14 жовтня 1861)
31. Михайло Тустановський — адвокат (11 червня 1863)Юзеф Ігнацій Крашевський
32. Антоній Манастирський — перемишльський римо-католицький єпископ (22 жовтня 1863)
33. Ріхард Белькреді — австрійський державний діяч, Голова Ради міністрів Австрійської імперії (27 вересня 1866)
34. Юзеф Ігнацій Крашевський — польський письменник, публіцист, видавець, історик, філософ (15 травня 1867)
35. Міхал Ґноїнський — адвокат, президент Львова (17 червня 1869)[10]
36. Ян Матейко — польський художник (30 вересня 1869)
37. Марцелі Мадейський — доктор прав, адвокат, композитор (19 січня 1871)[11]
38. Каспер Бочковський — ремісник, львівський радник (21 березня 1872)[12]
39. Мойжеш Байзер — лікар, львівський радник (9 листопада 1876)[13]
40. Володимир Дідушицький — політичний діяч у Галичині, меценат, колекціонер, природознавець, зоолог, етнограф, археолог (17 січня 1877)[13]
41. Юзеф Супінський — польський економіст (8 листопада 1877)[13]
42. Отто Гаузнер — історик мистецтва, політик, письменник (9 листопада 1878)[13]
43. Александер Ясінський — президент Львова (29 січня 1880)[14]Миколай Зиблікевич
44. Юзеф Малиновський — громадський діяч, адвокат (14 липня 1881)[15]
45. Євсевій Черкавський — український і польський освітній та політичний діяч, ректор Львівського університету (19 листопада 1885)[16]
46. Октав Петруський — польський діяч-автономіст (15 квітня 1886)[16]
47. Вацлав Домбровський — львівський ремісник, президент міста (26 жовтня 1886)[17]
48. Миколай Зиблікевич — польський політик і юрист українського походження, граф, президент Кракова (11 листопада 1886)[16]
49. Аполінарій Яворський — міністр у справах Галичини (29 травня 1890)[16]
50. Францішек Зіма — польський банкір і майор (27 травня 1891)[18]
51. Антоній Малецький — польський історик літератури, мовознавець, класичний філолог, ректор Львівського університету (21 січня 1892)
52. Ісаак Миколай Ісакович — львівський архієпископ вірменського обряду (15 вересня 1892)[19]
53. Адам Станіслав Сапега — польський князь і політик в Галичині (4 жовтня 1894)[20]Герберт Гувер
54. Станіслав Бадені — польський громадський діяч, політик (4 жовтня 1894)[20]
55. Здзіслав Мархвіцький — віцепрезидент Львова (1895)[12]
56. Казимир Фелікс Бадені — австрійський державний діяч, польський поміщик (3 жовтня 1895)[21]
57. Броніслав Леонард Радзишевський — польський хімік, професор і ректор Львівського університету (1897)
58. Генрик Сенкевич — польський прозаїк (30 липня 1902)
59. Владислав Лозинський — польський історик, дослідник культури, мистецтвознавець (18 жовтня 1907)
60. Ігнацій Ян Падеревський — видатний польський піаніст, диригент, композитор (1912)[22]
61. Герберт Гувер — тридцять перший президент США (16 серпня 1919)
62. Болеслав Ожехович — польський меценат, мандрівник, колекціонер (1923)
63. Фердинанд Фош — французький військовий діяч і теоретик, маршал Франції і Польщі
64. Йосиф Теофіл Теодорович — архієпископ львівський Вірменської католицької церкви (11 серпня 1927)Йосиф Теофіл Теодорович
65. Владислав Бандурський — львівський римо-католицький єпископ-помічник (10 вересня 1927, вручення диплому)[23]
66. Освальд Бальцер — польський історик і доктор права, ректор Львівського університету (грудень 1929)
67. Бенедикт Дибовський — польський біолог, географ, лікар і літературознавець (грудень 1929)
68. Людвік Фінкель — польський бібліограф, професор і ректор Львівського університету (грудень 1929)
69. Юзеф Пілсудський — польський політичний і державний діяч, перший голова відродженої польської держави (18 березня 1935)
70. Леон Пінінський — польський вчений (правник, історик мистецтва), громадський та політичний діяч, ректор Львівського університету (11 червня 1936)
71. Ігнацій Мосцицький — польський політик і державний діяч, президент Польщі у 1926—1939, ректор Львівської політехніки (16 червня 1936)
72. Дмитро Лелюшенко — радянський військовий діяч, українець за походженням, генерал армії
73. Федір Сурков — радянський танкіст, брав участь у боях за Львів[24]
74. Юрій Мельничук — український радянський письменник-публіцист, літературознавець (1966, посмертно)
75. Дмитро Потапов — радянський військовик, підполковник (1966)Ярослав Дашкевич
76. Марія Кіх — українська громадська діячка
77. Ярослав Галан — український радянський письменник-публіцист[25].
78. Олександр Гаврилюк — український радянський письменник[25].
79. Степан Тудор — український радянський письменник, доктор Філософії[25].
80. Кузьма Пелехатий — український радянський письменник-публіцист, політичний діяч[25].
81. Петро Козланюк — український радянський письменник-публіцист[25].
82. Олександр Марченко — радянський танкіст, брав участь у боях за Львів[25].
83. Михайло Фомічов — радянський військовик[25].
84. Микола Лучко — радянський військовик[25].
85. Мирослав Грабовський  — член Комуністичної партії Західної України (КПЗУ), слюсар заводу «Львівсільмаш»[26].
86. Мирослав Любачівський — єпископ Української Греко-Католицької Церкви, кардинал Католицької Церкви (28 березня 1991)[27]
87. Святослав Гординський — український художник, графік, мистецтвознавець, поет, перекладач, журналіст (21 жовтня 1991)
88. Едвард Козак — український карикатурист, гуморист, художник, письменник, іконописець, редактор і видавець (21 жовтня 1991)
89. Ярослава Стецько — українська політична діячка, журналістка, голова ОУН(б), перший лідер КУН (3 квітня 1992)
90. Микола Колесса — український композитор, диригент, педагог, засновник української диригентської школи (25 листопада 1993)
91. Карло Мікльош — український футболіст, суддя і футбольний функціонер (21 вересня 1996)
92. Петро Дужий — український письменник, референт пропаганди ОУН (21 вересня 1996)
93. Володимир Патик — український живописець, пейзажист, майстер натюрморту (21 вересня 1996)
94. Ярослав Дашкевич — український історик, археограф (18 вересня 1997)Іван Павло II
95. Василь Іваницький — український меценат з Канади (18 вересня 1997)
96. Збігнєв Бжезінський — американський політолог, соціолог і державний діяч польського походження (26 лютого 1998)
97. Роберт Готс — швейцарський священик, доктор богослов'я, благодійник (17 вересня 1998)
98. Роман Іваничук — український письменник, громадський діяч (19 вересня 1999)
99. Михайло Горинь — український правозахисник, дисидент і політв'язень радянських часів (14 вересня 2000)
100. Іван Павло II — 264-й Папа Римський, святий Католицької Церкви (21 червня 2001)
101. Віктор Ющенко — український політик і державний діяч, третій Президент України (1 листопада 2001)
102. Яцек Куронь — польський політик і державний діяч, видатний діяч антикомуністичної опозиції (3 липня 2002)
103. Ірина Сеник — українська поетеса, дисидент, член Української Гельсінської групи (24 квітня 2003)
104. Омелян Антонович — український правник, громадський діяч, меценат (29 квітня 2004)
105. Ігор Калинець — український поет і прозаїк (28 квітня 2005)
106. Михайло Маркович — лікар-ортопед, меценат, фундатор пам'ятників Іванові Трушу та Никифору Епіфанію (28 вересня 2006)

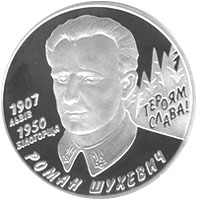

107. Борис Ґудзяк — єпископ УГКЦ, громадський діяч, провідний науковець у галузі церковної історії (5 травня 2007)
108. Любомир Гузар — Верховний Архієпископ і Кардинал Української греко-католицької Церкви (17 квітня 2008)
109. Борис Возницький — український мистецтвознавець, директор Львівської галереї мистецтв, академік Української академії мистецтв (10 травня 2009)
110. Роман Шухевич — український політичний і державний діяч, військовик, член галицького крайового Проводу ОУН, генерал-хорунжий, головнокомандувач УПА (7 травня 2010, посмертно)
111. Степан Бандера — український політичний діяч, один з чільних ідеологів і теоретиків українського націоналістичного руху XX століття, голова Проводу ОУН-Б (7 травня 2010, посмертно)Ігор Юхновський
112. Микола Кацал — український хоровий диригент (21 квітня 2011)
113. Андрій Содомора — український перекладач, письменник, науковець (26 квітня 2012)
114. Мирослав Симчич — сотенний УПА, багаторічний політв'язень радянських таборів (25 квітня 2013)
115. Руслана Лижичко — українська співачка, піаністка, диригент, танцюристка, продюсер, громадська діячка (10 квітня 2014)
116. Святослав Вакарчук — український музикант, вокаліст, лідер рок-гурту «Океан Ельзи», композитор, громадський діяч (23 квітня 2015)
117. Ігор Юхновський — український фізик-теоретик, доктор фізико-математичних наук, професор, академік НАН України, Герой України, державний та громадський діяч (21 квітня 2016)
118. Мирослав Маринович — український правозахисник, публіцист, релігієзнавець, член-засновник Української Гельсінської групи, віцеректор Українського Католицького Університету у Львові (5 травня 2017)[28]
119. Джеймс Темертей — громадянин Канади українського походження, підприємець, меценат (5 травня 2018)[29]
120. Святослав Шевчук — Отець і Глава Української Греко-Католицької Церкви, Верховний Архієпископ Києво-Галицький (3 травня 2019)[30]
121. Макарій Малетич — Митрополит Львівський Православної Церкви України (3 травня 2019)[30]
122. Філарет Денисенко — Почесний Патріарх Православної Церкви України (3 травня 2019)[30]